# Marko Vukićević
Marko Vukićević (kyrillisch Марко Вукићевић; * 27. Oktober 1992 in Ljubljana, Slowenien) ist ein slowenisch-serbischer Skirennläufer. Der mehrfache serbische Meister nahm bisher je zweimal an Olympischen Spielen und Weltmeisterschaften teil und hat seine Stärken in den schnellen Disziplinen Abfahrt und Super-G.

## Biografie
Marko Vukićević kam als Sohn einer serbischen Mutter und eines montenegrinischen Vaters in der slowenischen Hauptstadt Ljubljana zur Welt. Bis zur Saison 2011/12 ging er für den slowenischen Verband an den Start, ehe er sich aus sportlichen Gründen für einen Nationenwechsel entschied.
Im Alter von 15 Jahren bestritt Vukićević seine ersten FIS-Rennen. Weitere internationale Auftritte hatte er bei den slowenischen Staatsmeisterschaften 2008. Sein Europacup-Debüt gab er im Januar 2011 im Super-G von Méribel, brauchte jedoch einige Jahre, um sich erstmals in den Punkterängen zu platzieren. Dies gelang ihm mit Rang 24 erstmals in der Abfahrt von Sarntal im Februar 2017. Bei seinen einzigen Juniorenweltmeisterschaften in Roccaraso schied er in beiden schnellen Disziplinen aus.
Im Februar 2013 ging er in Schladming erstmals bei Weltmeisterschaften an den Start, konnte aber sowohl Riesenslalom als auch Slalom nicht beenden. Am Ende der Saison kürte er sich im Balkangebirge erstmals zum serbischen Meister im Riesenslalom. Bei den Olympischen Spielen in Sotschi klassierte er sich als 48. im Super-G, in den technischen Disziplinen schied er erneut aus. Am 15. Januar 2016 feierte  Vukićević in der Kombination von Wengen sein Weltcup-Debüt. Bei der Universiade 2017 in Almaty schrammte er als Vierter im Super-G nur knapp an seiner ersten internationalen Medaille vorbei. Im Rahmen der Weltmeisterschaften in St. Moritz gelang es ihm erstmals, sich bei einem Großereignis in zwei Disziplinen zu klassieren. In Kombination und Abfahrt belegte er die Ränge 36 und 40. Bei der Vorbereitung auf den Olympia-Winter konnte er mit drei Rennsiegen in Chile die Gesamtwertung des South American Cup für sich entscheiden, in dem er seit 2015 regelmäßig antritt. Bei den Olympischen Spielen in Pyeongchang ging er in allen fünf Disziplinen an den Start. Mit Rang 25 erzielte er in der Kombination sein bestes Ergebnis, in Abfahrt und Riesenslalom belegte er jeweils Rang 41, in Super-G und Slalom schied er aus.
Zwischen 2018 und 2022 trat Vukićević hauptsächlich bei nationalen Meisterschaften an, wobei hier seine Siege bei den serbischen Meisterschaften 2019 seine besten Platzierungen waren.
Seine letzten internationalen Rennen bestritt Vukićević bei den Olympischen Winterspielen 2022 in Peking. Er belegte Rang 34 im Super-G, in der Abfahrt schied er aus.

## Erfolge

### Olympische Spiele
- Sotschi 2014: 48. Super-G, DNF Riesenslalom, DNF Slalom
- Pyeongchang 2018: 25. Kombination, 41. Abfahrt, 41. Riesenslalom, DNF Super-G, DNF Slalom
- Peking 2022: 34. Super-G, DNF Abfahrt

### Weltmeisterschaften
- Schladming 2013: DNF Riesenslalom, DNF Slalom
- St. Moritz 2017: 36. Kombination, 40. Abfahrt
- Åre 2019: 38. Abfahrt, DNF Super-G, DNF Kombination

### Juniorenweltmeisterschaften
- Roccaraso 2012: DNF Abfahrt, DNF Super-G

### South American Cup
- Saison 2016: 8. Kombinationswertung
- Saison 2017: 1. Gesamtwertung, 1. Abfahrtswertung, 2. Kombinationswertung, 4. Super-G-Wertung
- Saison 2018: 3. Gesamtwertung, 3. Abfahrtswertung, 2. Super-G-Wertung
- 7 Podestplätze, davon 3 Siege:

| Datum              | Ort         | Land  | Disziplin   |
| ------------------ | ----------- | ----- | ----------- |
| 20. September 2017 | El Colorado | Chile | Abfahrt     |
| 21. September 2017 | El Colorado | Chile | Abfahrt     |
| 21. September 2017 | El Colorado | Chile | Kombination |

### Universiade
- Trentino 2013: 28. Abfahrt, DNF Super-G, DNF Riesenslalom
- Almaty 2017: 4. Super-G, 13. Kombination

### Weitere Erfolge
- 8 serbische Meistertitel (Riesenslalom 2013, 2015 und 2017, Slalom 2014 und 2016, Super-G 2018, 2019, Abfahrt 2019)
- 9 Siege in FIS-Rennen